# سوهيون
سوهيون (بالكورية: 서현)‏ ((هانغل: 서현)) ولدت في 28 يونيو 1991 في سول، كوريا الجنوبية. هي مغنية وصوت أساسي في فرقة غيرلز جينيريشن "Girls Generation". سوهيون تستطيع تحدث اللغة الكورية والصينية والإنجليزية واليابانية بطلاقة. وهي أيضاً وحيدة والديها. تخرجت من ثانوية Daeyoung الكورية. تدربت في إس إم إنترتينمنت لمدة 6 سنوات و6 أشهر.
وهي صديقة يونا المقربة قبل أن تعمل في إس إم. بيت سوهيون قريب من بيت يونا. شاركت في برنامج الأزواج وكانت زوجة يونج هوا في البرنامج. بدأت انطلاقتها المنفردة من خلال إصدارها لأول ألبوم مصغر لها بعنوان "Don’t Say No" بالإضافة إلى الفيديو كليب الخاص بأغنيتها الرئيسية والتي تحمل نفس اسم الألبوم.
في 9 أكتوبر 2017 قررت سوهيون وتيفاني وسويونغ عدم تجديد عقودهن مع وكالة إس إم إنترتينمنت وقررت سوهيون ترك الوكالة والتركيز على مسيرتها في التمثيل وبدأت بالنقاش لإنشاء وكالة خاصة بها.

## الأعمال
- في عام 2004 كانت عارضة للأزياء المدرسية.
- غنت Ost لدراما Kim Soo Ro بعنوان “It’s Okay Even If It Hurts”.
- ظهرت في فيديو كليب Oh! My Goddess لفرقة Trax.
- شاركت في برنامج We Got Married وكان زوجها Yong Hwa.
- شاركت في دبلجة فيلم Despicable Me مع العضوة تايون.
- غنت مع فرقة DBSK أغنية Journey.

- شاركت في المسرحية الموسيقية Gone With The Wind.
- شاركت في المسرحية الموسيقية Mama Mia.
- مثلت دور ثانوي في الفلم الصيني الكوري I married my anti fan بطولة تشانيول عضو اكسو

- أصدرت البومها don't say no الذي كانت فيه أكثر من أغنية من كثابتها

### مسلسلات
- حب عاطفي
- أحباء القمر - القلب القرمزي ريو.
- لص سيئ لص جيد
- الوقت
- الحياة الخاصة[5]
- حبيب منحوس[6]
- أغنية قطاع الطرق[7]
- الليلة الأولى مع الدوق[8]

## روابط خارجية
- سوهيون على موقع IMDb (الإنجليزية)
- سوهيون على موقع ميوزك برينز (الإنجليزية)
- سوهيون على موقع ديسكوغز (الإنجليزية)
- سوهيون على موقع قاعدة بيانات الفيلم (الإنجليزية)
- سوهيون على موقع كينوبويسك (الروسية)